# Stettenmühle (Volkach)
Stettenmühle ist eine Einöde auf der Gemarkung des Volkacher Gemeindeteils Obervolkach im unterfränkischen Landkreis Kitzingen.

## Geographische Lage
Die Stettenmühle liegt im Norden des Volkacher Gemeindegebiets. Weiter nördlich beginnt mit der Gemeinde Kolitzheim der Landkreis Schweinfurt. Im Nordosten befindet sich Krautheim, der Südosten und der Süden werden von Obervolkach eingenommen. Südwestlich der Mühle liegt die Stadt Volkach, im Nordwesten befindet sich Gaibach.
Nächstgelegene größere Städte sind Schweinfurt mit einer Entfernung von etwa 18,5 Kilometern und Kitzingen, das ungefähr 17 Kilometer entfernt ist.
Naturräumlich liegt die Obervolkacher Gemarkung im Steigerwaldvorland von Neuses, das zum Iphofen-Gerolzhofener Steigerwaldvorland innerhalb der Mainfränkischen Platten gezählt wird. Nahe der Stettenmühle mündet die Gaibach in den Mainzufluss Volkach.

## Geschichte
Die erste urkundliche Nennung der Mühle der Stettenburg erfolgte im Jahr 1225. Zunächst wurde sie als „molendium sub castro“ (Mühle unter der Burg) bezeichnet, der Name Stettenmühle setzte sich erst später durch. Wie auch die damals bereits verfallene Burg gehörte die Mühle zum Besitz der Grafen von Castell. Anders als die Befestigung blieb sie jedoch im ganzen Mittelalter bewohnt. Einige Sagen haben sich erhalten, die die Mühle zum Thema haben.
Am Ausgang des Mittelalters mussten die von den Casteller Grafen eingesetzten Müller der Konkurrenz der sogenannten „Gemeindemühle“ Obervolkachs, der Ziegelmühle standhalten, die einige Privilegien erhalten hatte. Im Zuge der Säkularisation kam die Mühle zur Gemarkung Obervolkachs, das dem Landgericht Volkach zugeordnet wurde. Die Grafen behielten allerdings bis zum Jahr 1849 einige standesherrliche Rechte wie die erstinstanzliche Gerichtsvertretung auf dem Gebiet der Mühle.
Bereits im 19. Jahrhundert kam die Mühle in private Hände. Als einer der ersten Besitzer ist der Müller Raab überliefert, der die Mühle vor der Wende zum 20. Jahrhundert an die Familie Rieder verkaufte. In den 1980er-Jahren war die Familie Hörner Besitzer der Mühle. Im Jahr 1967 wurde die Funktion der Mühle aufgegeben.